# Some Girls Wander by Mistake
Some Girls Wander by Mistake — сборник ранних независимо изданных синглов британской рок-группы The Sisters of Mercy. Был издан в 1992 году на собственном лейбле группы Merciful Release с дистрибуцией EastWest (и из-за конфликта между ними никогда не издавался в США).

## Об альбоме
Запись включает кавер-версии песен The Stooges «1969» и The Rolling Stones «Gimme Shelter» и также расширенную версию «Temple of Love». Перезаписаный сингл Temple of Love (1992), включающий вокал израильской певицы Офры Хазы предшествовал выпуску сборника.
Название альбома происходит из песни Леонарда Коэна «Teachers» из альбома 1967 года Songs of Leonard Cohen, которая является одной из постоянных номеров живых выступлений группы. Полная строчка: «Some girls wander by mistake / Into the mess that scalpels make». На этом же альбоме есть песня «Sisters of Mercy».

## Список композиций
Сторона 1:
1. «Alice» (Эндрю Элдрич) – 3:33
2. «Floorshow» (Элдрич, Гари Маркс, Крэйг Адамс) – 3:42
3. «Phantom» (Маркс, Адамс) – 7:12
4. «1969» (Дэйв Александр, Джеймс Ньюэл Остерберг, Рон Эштон, Скотт Эштон) – 2:46
5. «Kiss the Carpet» (Элдрич) – 5:57
6. «Lights» (Элдрич) – 5:52
7. «Valentine» (Элдрич) – 4:44
8. «Fix» (Элдрич) – 3:34
9. «Burn» (Элдрич) – 4:50
10. «Kiss the Carpet (reprise)» (Элдрич) – 0:38

Сторона 2:
1. «Temple of Love (extended)» (Элдрич) – 7:43
2. «Heartland» (Элдрич, Маркс) – 4:46
3. «Gimme Shelter» (Кит Ричардс, Мик Джаггер) – 5:58
4. «Damage Done» (Элдрич) – 3:05
5. «Watch» (Маркс) – 3:13
6. «Home of the Hitmen» (Маркс) – 0:34
7. «Body Electric» (Элдрич) – 4:20
8. «Adrenochrome» (Элдрич) – 2:59
9. «Anaconda» (Элдрич, Маркс) – 4:05

## Участники записи
- Эндрю Элдрич - вокал, гитара
- Гари Маркс - гитара, вокал
- Крейг Адамс - бас-гитарист
- Бен Ганн - гитара
- Доктор Аваланч - ударные